# Celia Cruzová
Celia Cruzová, celým jménem Úrsula Hilaria Celia de la Caridad Cruz Alfonso (21. října 1925 Havana – 16. července 2003 Fort Lee), byla kubánská zpěvačka. Věnovala se latinskoamerickým hudebním stylům guaracha, salsa a rumba. Byla známá jako Královna salsy nebo Azúcar (cukr) podle svého oblíbeného výkřiku při zpěvu.
Od roku 1950 vystupovala se skupinou La Sonora Matancera. Po kubánské revoluci odešla do USA, kde zpívala s orchestrem Tita Puenteho. Byla členkou superskupiny Fania All-Stars, s níž vystupovala v Kinshase před boxerským zápasem Rumble in the Jungle. Její koncert při karnevalu v Santa Cruz de Tenerife v roce 1987 navštívilo 250 000 diváků, což je uvedeno v Guinnessově knize rekordů. V roce 1992 hrála ve filmu Králové mamba.
Jejím manželem byl trumpetista Pedro Knight.
Získala dvakrát Cenu Grammy, v roce 1989 za píseň „Ritmo En El Corazón“ a v roce 2003 za album Regalo del Alma. Má hvězdu na Hollywoodském chodníku slávy a Kongres Spojených států amerických jí udělil National Medal of Arts. Je po ní pojmenována Celia Cruz Bronx High School of Music.